# Dastilbe
Dastilbe crandalli
Genre
Espèce
Dastilbe est un genre éteint de poissons osseux de l’ordre des Gonorynchiformes. Il vivait lors de l’Aptien (≃ −125,0 à ≃ −113,0 Ma) et a été décrit par David Starr Jordan en 1910. Son espèce type est Dastilbe crandalli.
Ses restes fossiles ont été mis au jour en Amérique du Sud et en Afrique.

## Liste des espèces
- † Dastilbe crandalli Jordan, 1910[2] – espèce type
- † Dastilbe elongatus Silva Santos, 1947[1]

## Galerie

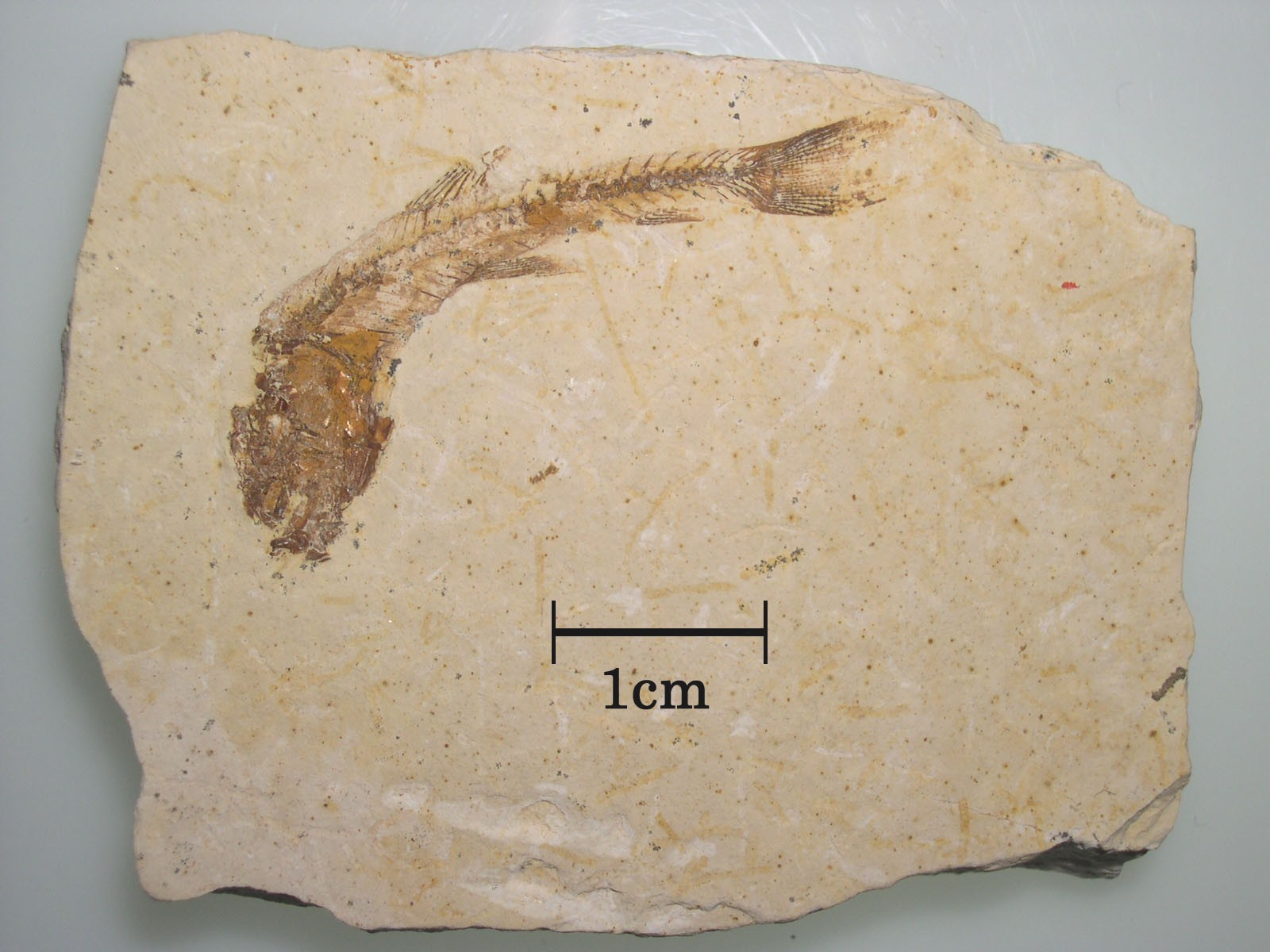
Dastilbe